# Aluminio 2024
El aluminio 2024 es una aleación de aluminio en la que se usa el cobre como principal elemento en la aleación. Se usa en aplicaciones que requieren una relación fuerza/peso elevada y también presenta una buena resistencia a la fatiga. No puede ser soldado, y una maquinabilidad media. Tiene poca resistencia a la corrosión, por lo que a menudo es revestido con aluminio o Al-1Zn para protegerlo, aunque puede reducir la resistencia a la fatiga.

## Propiedades
Tiene una densidad de 2,78 g/cm³, una conductividad eléctrica del 30 % de IACS, el módulo de Young de 73 GPa (10,6 Msi), y su punto de fusión a 500 °C.
La composición de la aleación contiene entre el 4,3 % y 4,5 % de cobre, 0,5 % y 0,5 % de manganeso, 1,3 % y 1,5 % de magnesio y menos de 0,5 % de silicio, zinc, níquel, cromo, plomo y bismuto.

## Propiedades mecánicas
Las propiedades mecánicas de la aleación 2024 dependen fundamentalmente del templado del material.

### 2024-O
2024-O templado no tiene tratamiento al calor. Tiene una resistencia máxima a la tensión de 207 a 220 MPa, y un límite elástico de no más de 90 MPa. El material presentaba una elongación de 10 al 25%, este es el rango permitido para las especificaciones AMS.

### 2024-T3
La forma T3 de la aleación presenta una resistencia a la tensión de 400 a 427 MPa y un límite elástico de al menos 269 a 276 MPa. Presenta una elongación de entre 10 y 15%.
y es resistente a la corrosión.

### 2024-T351
La forma T351 tiene una resistencia a la tensión de 470 MPa y un límite elástico de 280 MPa con una elongación de 19%.

## Usos
Debido a sus elevada solidez y su resistencia a la fatiga, la aleación 2024 es usada comúnmente en aeronáutica, especialmente en la estructura de las alas y el fuselaje. Además, ya que el material es susceptible a los choques térmicos, la aleación se emplea en las pruebas de certificación de penetración en líquidos fuera de los rangos normales de temperatura.
también se usó en parte del fuselaje del transbordador espacial